# Pseudodinia meridionalis
Pseudodinia meridionalis är en tvåvingeart som beskrevs av Willi Hennig 1947. Pseudodinia meridionalis ingår i släktet Pseudodinia och familjen markflugor.
Artens utbredningsområde är Costa Rica. Inga underarter finns listade i Catalogue of Life.